# Стоклицкая-Терешкович, Вера Вениаминовна
Ве́ра Вениами́новна Стокли́цкая-Терешко́вич (1885—1962) — советский историк-медиевист; профессор, доктор исторических наук. Основатель научной школы средневековой урбанистики.

## Биография
Родилась 28 ноября (10 декабря по новому стилю) 1885 года в Мариямполе Сувалкской губернии, ныне Литвы, в семье присяжного поверенного Вениамина Стоклицкого (1849—?) и его жены Рохи (Рахили) Мельцерзон (1855—1934), уроженцев Калварии. Отец публиковался в газете «ха-Магид» (иврит). Семья жила на ул. Виленской, 141.
В 1902 году окончила с золотой медалью гимназию города Сувалки, затем продолжала образование в Швейцарии (Цюрихский университет) и Германии, где посещала философский факультет Берлинского, а затем Лейпцигского университетов. В 1907 году поступила и в 1912 году окончила историко-филологический факультет Московского университета. Занималась историей средних веков в семинарах П. Г. Виноградова и Д. М. Петрушевского. C этого же года начала преподавать на Пречистенских рабочих курсах.
С 1922 года, момента основания Института истории РАНИОН, работала в нём в качестве старшего научного сотрудника. С 1930 года преподавала в Академии коммунистического воспитания, с 1933 года — в Московском институте философии, литературы и истории и Институте иностранных языков. Вся дальнейшая жизнь была связана с историческим факультетом МГУ.  Она работала на историческом факультете МГУ с момента его восстановления в 1934, до выхода на пенсию в  1951 Г. Профессор кафедры истории средних веков . Старший научный сотрудник Института истории АН СССР (1938—1940), доктор исторических наук (1939). Незадолго до смерти, принесла в дар историческому факультету МГУ свыше тысячи ценных книг из личной библиотеки
Была замужем за адвокатом Николаем Мироновичем (Мееровичем) Терешковичем (1880—1955), выпускником юридического факультета Варшавского университета, публицистом, автором книги «Польша и поляки» (1906). Брат Александр — экономист и публицист.
Умерла 17 мая 1962 года в Москве.

## Научная деятельность
Занималась в основном историей средневекового города, преимущественно немецкого, изучала возникновение и организацию ремесла и торговли (цехи), социальный строй города, систему городского управления, отношения города с сельской округой.
В. В. Стоклицкая-Терешкович, исследовавшая социально-экономическую историю периода развитого феодализма, считается первым советским урбанистом. В своих воспоминаниях Е. В. Гутнова писала, что в 1930-е годы Стоклицкая-Терешкович была «крупным и тогда единственным специалистом по истории средневековых городов, несомненно, очень знающим, дотошным и серьёзным исследователем, прошедшим прекрасную школу Д. М. Петрушевского».

## Основные работы
- Очерки по социальной истории немецкого города в XIV–XV вв. М., 1936;
- Основные проблемы истории средневекового города X–XV вв. М., 1960 (2-е изд. М., 2012).